# Lepaca Kliffoth
Lepaca Kliffoth es el cuarto álbum de estudio realizado por la banda de metal sinfónico de Suecia Therion, en el cual el título hace referencia a Qliphoth.

## Canciones
1. "The Wings of the Hydra" – 3:33
2. "Melez" – 4:07
3. "Arrival of the Darkest Queen" – 0:54
4. "The Beauty in Black" – 3:12
5. "Riders of Theli" – 2:51
6. "Black" – 5:02
7. "Darkness Eve" – 5:19
8. "Sorrows of the Moon" (Celtic Frost cover) – 3:26
9. "Let the New Day Begin" – 3:35
10. "Lepaca Kliffoth" – 4:26
11. "Evocation of Vovin" – 4:52

## Créditos
- Christofer Johnsson - guitarra, vocales y teclados
- Piotr Wawrzeniuk - batería
- Fredrik Isaksson - bajo
- Harris Johns - productor

- Datos: Q2679550